# Mirosław Krupiński
Mirosław Marian Krupiński (ur. 8 września 1939 w Świniuchach, zm. 28 sierpnia 2012 w Australii) – działacz NSZZ „Solidarność” w latach 80., wiceprzewodniczący Komisji Krajowej związku w 1981.

## Życiorys
Absolwent Politechniki Wrocławskiej. Inżynier instalacji sanitarnych. Po studiach pracował kolejno w Kołobrzegu, Koszalinie i Olsztynie. We wrześniu 1980 został rzecznikiem prasowym Międzyzakładowego Komitetu Założycielskiego „Solidarności” w Olsztynie jako pracownik Biura Projektowego Budownictwa Komunalnego w Olsztynie. Jako delegat MKZ uczestniczył w obradach MKZ w Gdańsku, a następnie Krajowej Komisji Porozumiewawczej NSZZ „Solidarność” w Gdańsku. Od października 1980 redagował „Biuletyn Informacyjny MKZ”. W czerwcu 1981 został wybrany pierwszym przewodniczącym Zarządu Regionu Warmińsko-Mazurskiego NSZZ „Solidarność” i delegatem na I Zjazd Krajowy „Solidarności” (na czele wcześniejszych organów władz tego regionu – Międzyzakładowego Komitetu Założycielskiego i Tymczasowego Zarządu Regionu stał Edmund Łukomski). Wszedł w skład prezydium Komisji Krajowej NSZZ „Solidarność”, a 12 października 1981 został jej wiceprzewodniczącym.
W czasie ogłoszenia stan wojennego przebywał w Gdańsku. Uniknął zatrzymania i 13 grudnia 1981 stanął na czele Krajowego Komitetu Strajkowego, który kierował strajkiem w Stoczni Gdańskiej. Został aresztowany po pacyfikacji stoczni 16 grudnia 1981. W lipcu 1982 został skazany za organizację strajku na karę 3 lat i 6 miesięcy pozbawienia wolności, osadzony w Zakładzie Karnym w Łęczycy. Został zwolniony na mocy amnestii we wrześniu 1983. Nie mógł pracować w swoim zawodzie. W maju 1987 wyemigrował do Australii, gdzie pracował jako inżynier. Od 2004 był na emeryturze.